# Годеперт
Годеперт або Годеберт (†662), король лангобардів (661—662), старший син короля Аріперта I, який сповідував аріанство, отримав владу разом з братом Перктарітом, що був католиком. Перктаріт правив з Мілану, а Годеперт — з Павії. Годеперт запросив допомогу герцога Беневентського Грімоальда I у війні з братом, проте герцог убив Годеперта та захопив владу у всьому королівстві.
Його син Рагінперт пізніше також був королем лангобардів.